# St. Kilian (Löwen)

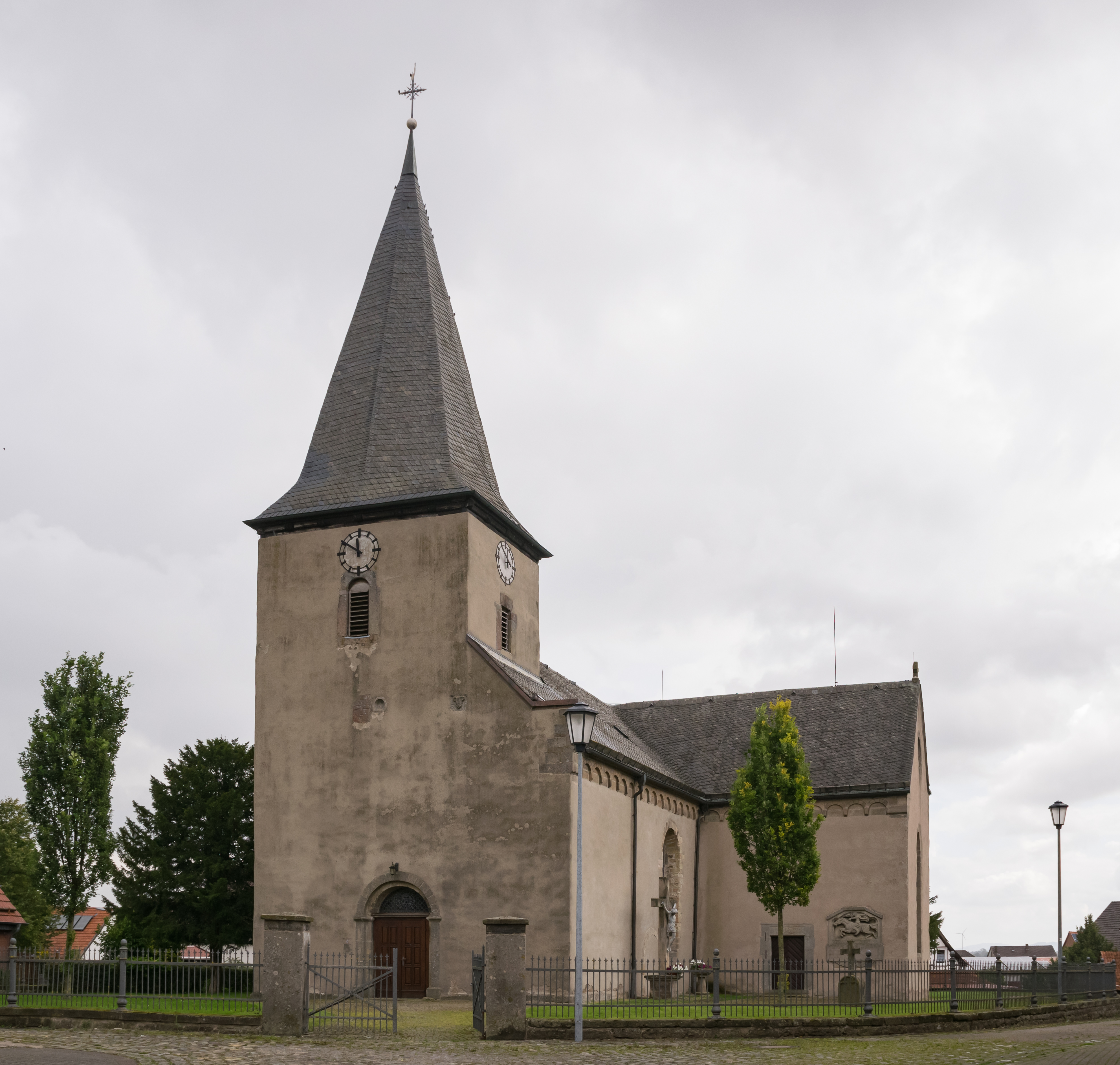
Außenansicht von St. Kilian

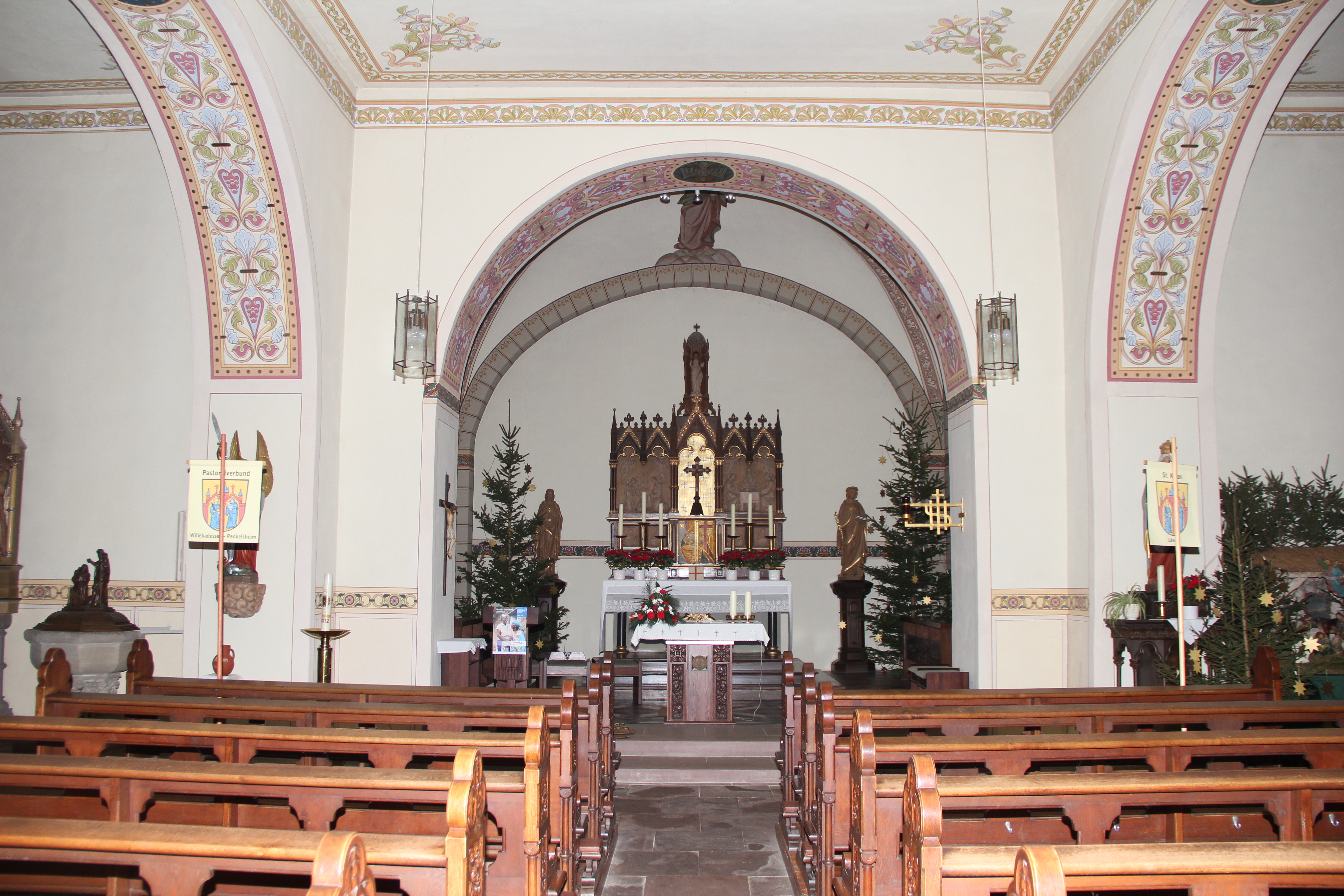
Innenansicht der Kirche St. Kilian in Löwen

Die katholische Pfarrkirche St. Kilian ist ein denkmalgeschütztes Kirchengebäude in Löwen, einem Ortsteil der Stadt Willebadessen im nordrhein-westfälischen Kreis Höxter.

## Geschichte und Architektur

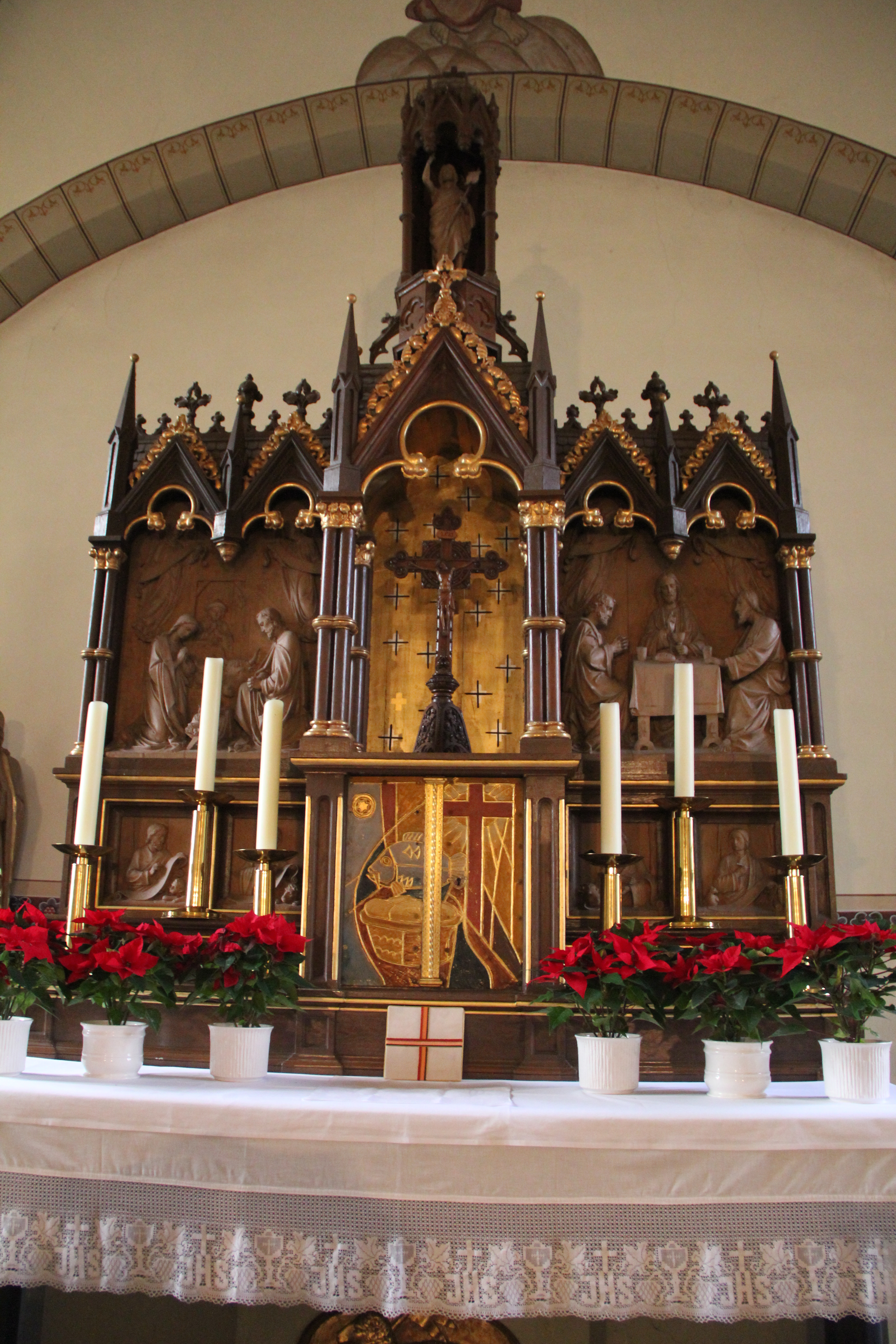
Hochaltar der Kirche St. Kilian in Löwen

Die Gemeinde wurde erstmals 1123 als Pfarre erwähnt. Der kreuzförmige, in den älteren Teilen verputzte Bruchsteinbau ist mit einem Satteldach gedeckt. Die Apsis schließt polygon, der Turm steht an der Westseite, In der Nord- und Südwand des Langhauses sind noch Teile des romanischen Kerns erhalten.
Das Südquerhaus wurde nach einer Bezeichnung 1595 als Grabkapelle der Familie von Spiegel auf Borlinghausen gebaut. Errichtet wurde diese von Catarina Kanne, der Witwe Werner von Spiegels, die ihren 1595 verstorbenen Mann dort als erstes bestatten ließ. 1599 wurde auch sie dort beigesetzt. Die Grabplatten des Paars sind heute noch erhalten, wurden jedoch um 1900 in die Filialkirche von Borlinghausen transloziert.
Die 0,96 m × 200 m große Grabplatte Werners zeigte im Flachrelief einen Mann im Eisenharnisch mit Mühlsteinkragen und Schärpe vor flacher, halbrunder Nische. Am Rande befinden sich vier Wappen und die Inschrift „Ao 1594 DEN 26. APRILIS IST IN GODT.S.DER EDLER.UND ERNWERTER WERNER SPIEGEL.S.P.ERBMARSCHALCK D.S:G.G“. Die ebenso große und gleichgestaltete Grabplatte Catarinas zeigte eine Frau in reicher Renaissancetracht mit Kopfhaube und gleichem Kragen wie dem des Mannes und mit der Inschrift „Ao 1599 DE 6 AVGVS IST IN GODT SELICHLICH ENTSCHLAFE: DIEEDLE VD TVUGENTREICHE CATARINA SPEIGEL ZV PICHELEH: GEBORNE KANNE MARSCHALKNHINE.S:G.G“. Als Bildhauer der Reliefs wird Heinrich Gröninger vermutet.
Um 1595 wurde auch der Westturm der Kirche errichtet. 1870 fand eine Erneuerung des Chors und der Sakristei in Quaderbauweise statt. Das Nordquerhaus wurde 1895 angebaut, während die Anbringung des Rundbogenfrieses an den Traufseiten – wohl nach altem Vorbild – schon 1885 erfolgte. In der Südwand wurde ein Rundbogenportal mit Inschrift zugesetzt. Das westliche Portal im Südquerhaus zeigt das Baudatum und ein Stifterwappen. Das östliche Pfostenfenster ist zugemauert. Im Innenraum wurde eine Flachdecke eingezogen, der Chor mit einem Kreuzgratgewölbe ausgestattet. Die dekorative Raumfassung von 1899 wurde 1994 nach Befund rekonstruiert.
Die Farbfenster und die Ausstattung stammen überwiegend aus der Zeit um 1900. Bemerkenswert ist die Holzfigur einer Immaculata vom Ende des 17. Jahrhunderts.
Das ehemalige Pfarrhaus an der Westseite ist ein Fachwerkbau von 1842.